# Zebrasoma desjardinii
Zebrasoma desjardinii (Red Sea sailfin tang; Desjardin's sailfin tang) —  морська рифова риба з родини Acanthuridae.

## Опис
Zebrasoma desjardinii виростає до максимальної довжини до 40 см, при статевому диморфізмі чоловіки більші за самок. Цей вид демонструє типову морфологію родини Acanthuridae. Тіло овальне або дископодібне, з еректильними та значно піднятими спинними та анальними плавниками. Забарвлення може варіюватися від однієї особини до іншої та в межах однієї особи залежно від віку. Загалом, на верхній стороні тіла чергуються помаранчеві та темно-сині вертикальні смуги, з більшою синьою смугою на очах, плямистою черевною ділянкою та численними білими плямами на голові. Спинний та анальний плавці мають малюнок горизонтальних чергуються помаранчеві та сині смуги. На хвостовому плавнику видно білі плями та лінії.
Як і більшість риб-хірургів по обидва боки хвостового плавця, посередині хвостового квітконіжка є захисний темний хребет, оточений синьою зоною. Цей хребет шарнірно закріплений і може розкриватися до 80°.
У порівнянні із зебрасомою велиферум, у дорослої Zebrasoma desjardinii менше променів анального плавника (22-24 замість 23-26) та різного позначення на хвості. Як малі, ці два види майже не відрізняються за кольором та маркуванням.

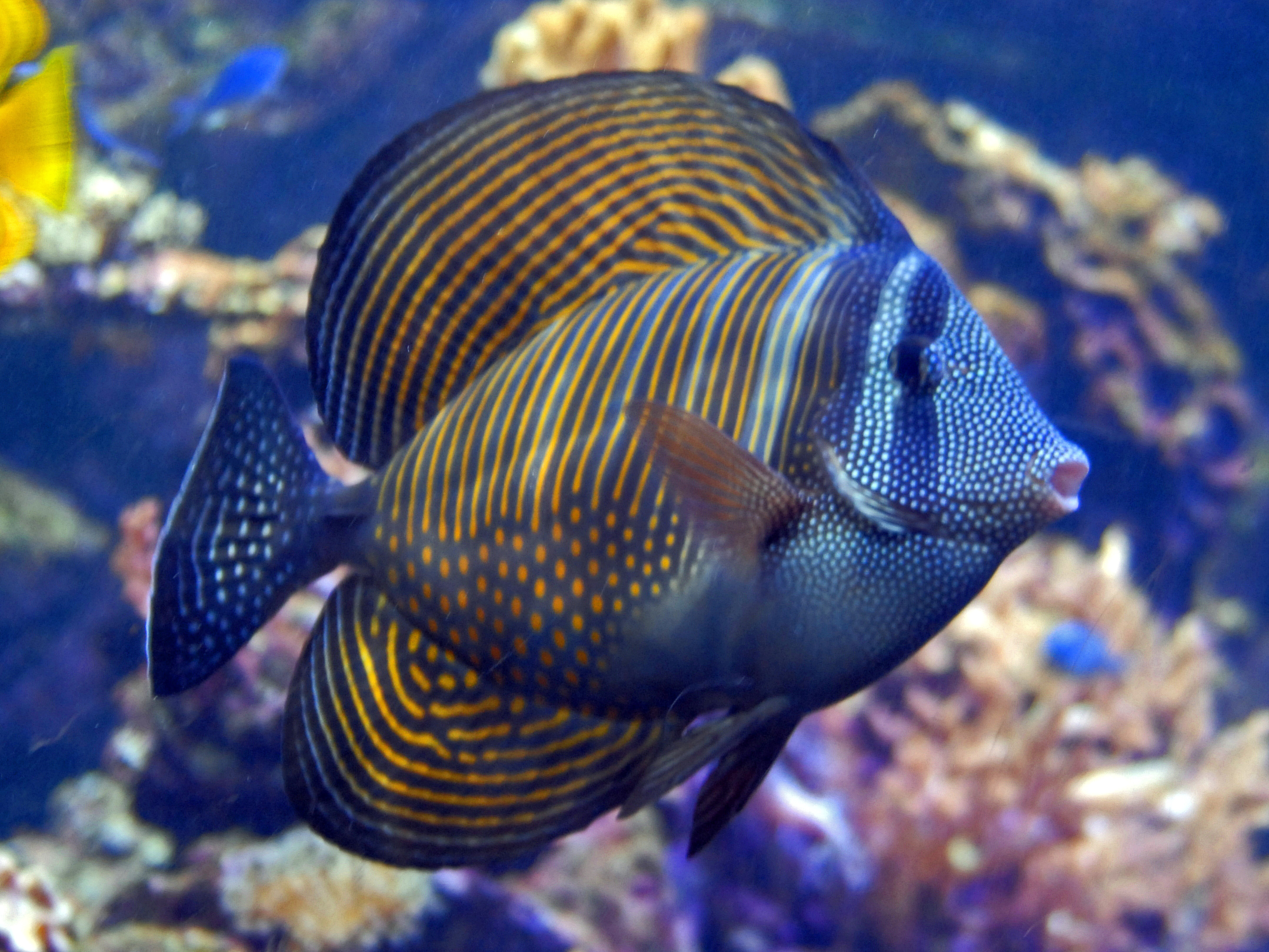
Zebrasoma desjardinii, що демонструє свої м’які спинний та анальний плавці

## Поведінка
Дорослих зазвичай можна зустріти парами, тоді як малі одинокі. Коли небезпека, вони демонструють свої великі черевні та спинні плавники. Вони харчуються переважно ниткоподібними водоростями, різними макроводоростями та планктоном. Однак у Червоного моря регулярно спостерігали за харчуванням медуз ( Scyphozoa ) та гребінчастих желе (Ctenophora).  Вони є парними нерестовиками, що є типовою рисою інших риб роду Зебрасома . Це відрізняє від групового нересту, характерного для сімейства Acanthuridae .

## Поширення
Цей вид широко поширений в Індійському океані від північного Червоного моря до провінції Квазулу-Натал в Південній Африці і аж на схід, до Індії та Яви .

## Середовище існування
Zebrasoma desjardinii живуть в лагунах і рифах в тропічному кліматі. Малі риби живуть у внутрішніх рифових районах. Вони віддають перевагу морській воді з питомою вагою 1,020 - 1,025, рН між 8,1 і 8,4 та ідеальним діапазоном температур 22 - 26 С (72 - 78 F). Вони можуть жити на глибині води 2 - 30 м (6,5 - 100 футів) або більше.

## В акваріумі
Zebrasoma desjardinii вважається помірно важкою рибою для утримання в неволі. Більшість риб Червоного моря, що тримаються в приватних акваріумах, виловлюються в дикому вигляді, оскільки розводити їх у неволі дуже важко. Вони потребують мінімального розміру ємності 125 галонів (473 літри) і великої кількості живої породи. Зазвичай вони живуть у неволі від 5 до 7 років. 